# Velké Němčice
Velké Němčice (deutsch Groß Niemtschitz) ist eine Minderstadt in Tschechien. Sie liegt acht Kilometer nordwestlich von Hustopeče und gehört zum Okres Břeclav.

## Geographie

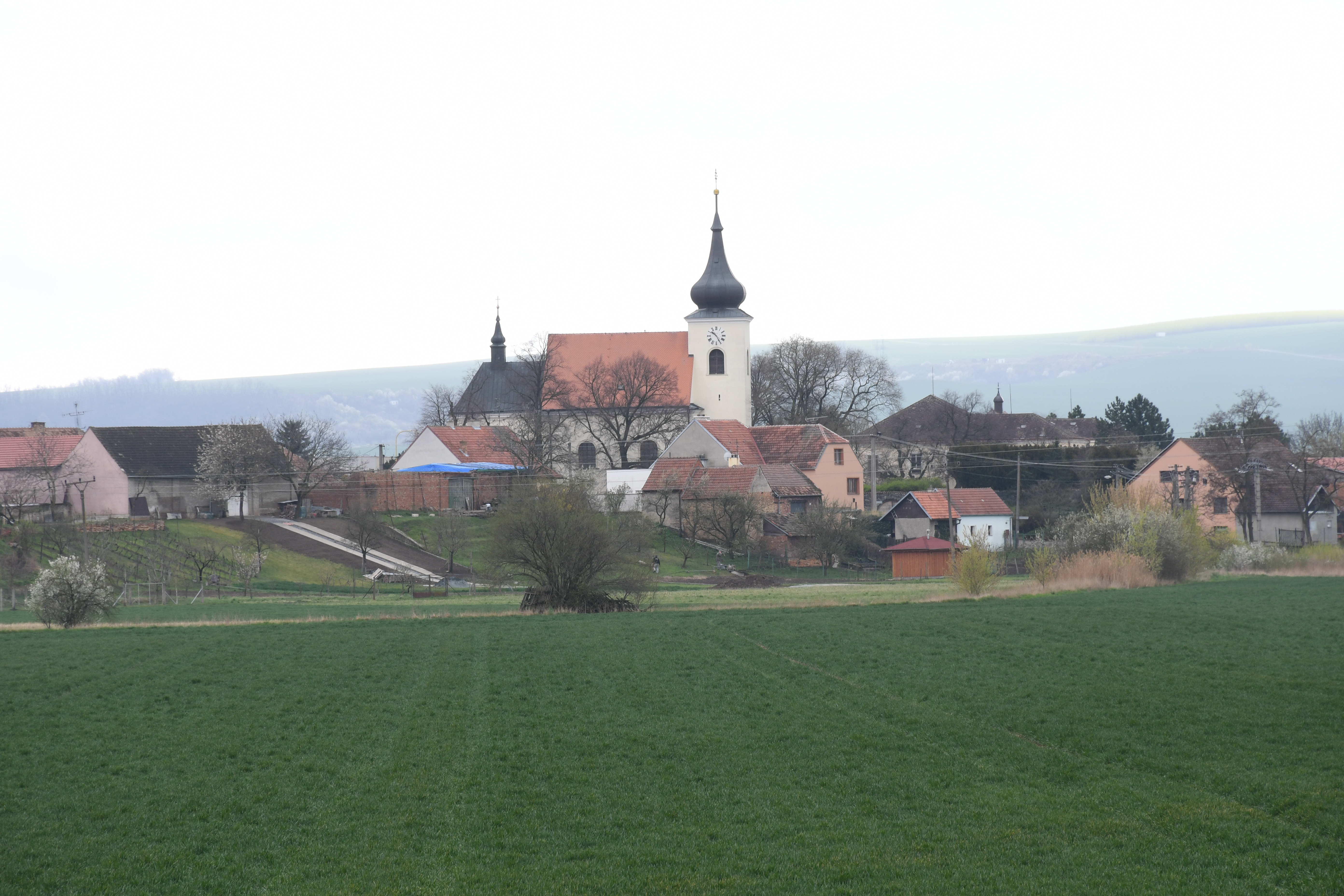
Velké-Němčice

Velké Němčice befindet sich linksseitig der Svratka auf einer Terrasse zwischen dem Fluss und dem Bach Křepický potok. Das Städtchen liegt am Fuße der Hügel der Boleradická vrchovina im Nordosten der Thaya-Schwarza-Talsenke. Im Osten erheben sich die Křepická stará hora (Framberg, 322 m) und die Punty (Punkenberg, 283 m) sowie südöstlich die Růžová (Rosenberg, 283 m). Einen Kilometer östlich verläuft die Autobahn D 2. Gegen Norden befindet sich der Naturpark Výhon. Südlich liegt das Sumpfland Bradač.
Nachbarorte sind Nosislav, Boudky und Zeleňák im Norden, Moutnice und Nový Dvůr im Nordosten, Křepice im Osten, Kurdějov und Nová Ves im Südosten, Starovice und Uherčice im Süden, Vranovice im Südwesten sowie Přísnotice im Nordwesten.

## Geschichte
Die erste schriftliche Erwähnung von Velké Němčice erfolgte 1228 als Besitz des Klosters Velehrad. Die Zisterzienser unterhielten eine Grangie und betrieben Weinbau und Viehzucht. Zudem ließen die Mönche an der Svratka Fischteiche anlegen. 1334 bestätigte Markgraf Karl Velké Němčice die Halsgerichtsbarkeit. Im 14. Jahrhundert verpfändete das Kloster Velké Němčice an Milota von Tworkau. Dieser ließ den Klosterhof zur Feste umbauen. Aus dem Jahre 1392 stammt die erste Nachricht über eine der Jungfrau Maria geweihte Kirche. Die Herren von Tworkau verkauften das Gut Velké Němčice 1492 an Wilhelm II. von Pernstein. Eine Blütezeit erreichte Velké Němčice während des 16. Jahrhunderts. Als die Pernsteiner 1549 die inzwischen wüste Feste an Sigmund Held von Kement verkauften, wurde Velké Němčice als Städtchen bezeichnet. Im selben Jahre erteilte Ferdinand I. auf Helds Ansuchen Velké Němčice das Privileg zur Abhaltung von zwei Jahrmärkten und einem Wochenmarkt. In Velké Němčice bestand zu dieser Zeit eine protestantische Pfarre. Held ließ die wuchtige Wasserfeste an der Svratka zu einem repräsentativen Prachtbau umgestalten. Am 8. Oktober 1562 erhob Kaiser Ferdinand I. die Feste zum Schloss und Velké Němčice zur Stadt mit dem Recht zur Anlegung einer Stadtbefestigung und der Siegelung mit rotem Wachs. Held konnte seine Pläne zum Ausbau von Velké Němčice zur Stadt und Herrschaftssitz nicht verwirklichen, er verstarb 1564. Anschließend wechselten die Besitzer häufig. Zu ihnen gehörten die Herren  von Boskowitz und die Grafen von Thurn.
Im Jahre 1605 wurde Velké Němčice von den ungarischen Aufständischen unter Stephan Bocskai gänzlich in Schutt und Asche gelegt. Velké Němčice bestand zu dieser Zeit aus 87 Wirtschaften. Die landwirtschaftliche Nutzfläche wurde zu zwei Fünfteln für den Weinbau genutzt. Aus der ersten Hälfte des 17. Jahrhunderts stammt das älteste Ortssiegel mit der Inschrift SIGILLVM OPPIDVLI MEGALO NIEMCINSIS. Am 4. Jänner 1621 wurde das Städtchen erneut von ungarischen Truppen Gábor Bethlens niedergebrannt, nachdem Bethlens Heer zwischen Hustopeče und Velké Němčice die Kaiserlichen überrannt hatten. Nach der Schlacht am Weißen Berg wurden die Güter des Aufständischen Johann Jakob von Thurn konfisziert. Im Jahre 1622 ist die erste Schule in Velké Němčice nachweisbar. 1623 verwüsteten Bethlens Truppen erneut das Städtchen, das Schloss und die Kirche.

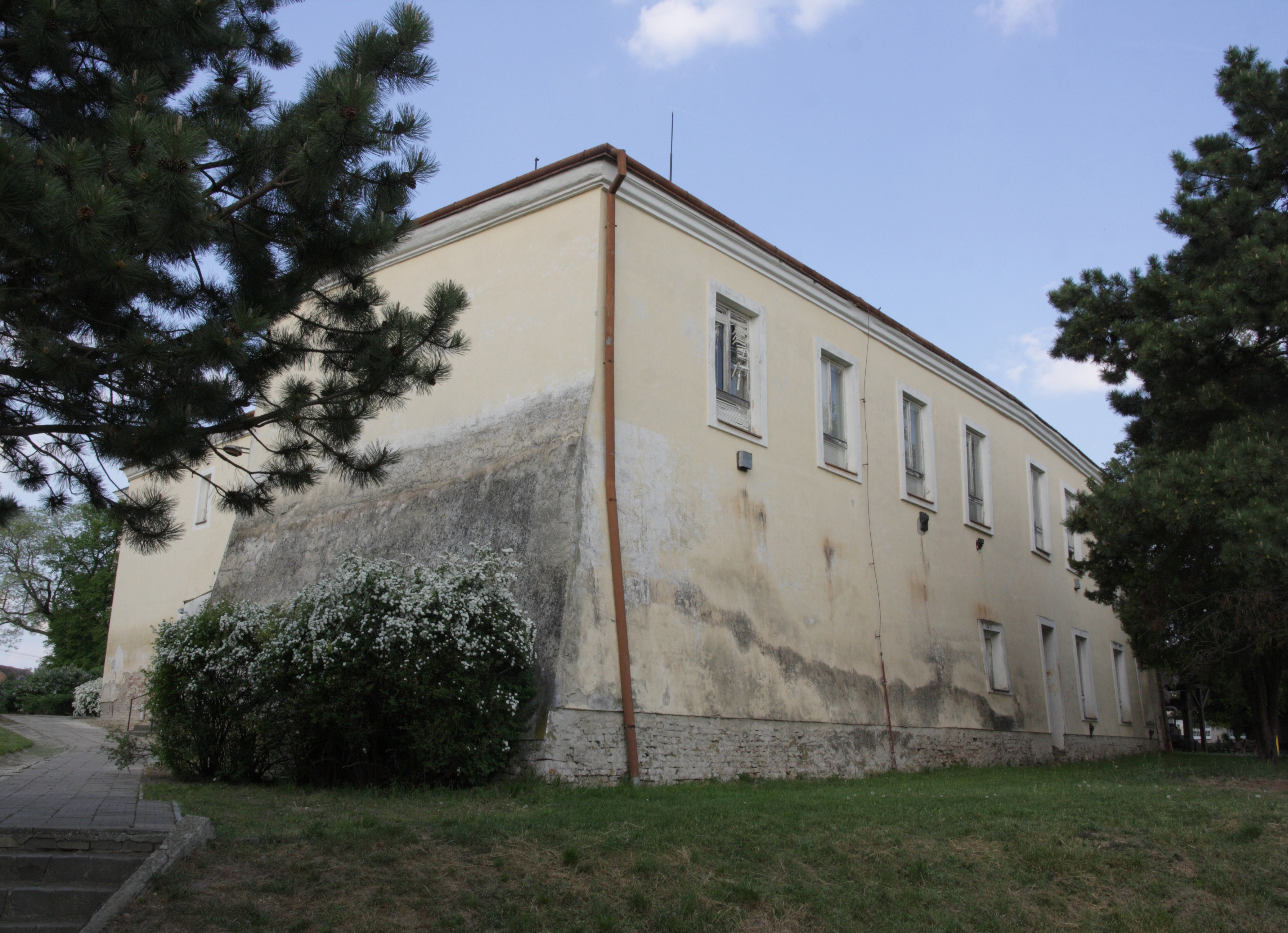
Das Gutshaus

Das auf 90.000 Gulden geschätzte Allodialgut Velké Němčice kaufte 1626 Stephan Schmidt von Freyhofen. Dieser veräußerte das zugehörige Dorf Popice umgehend an Kardinal Franz Seraph von Dietrichstein, der es seiner Herrschaft Nikolsburg einverleibte. 1627 verkaufte Schmidt das Städtchen Velké Němčice an den Verwalter der Dietrichsteiner Güter, Simon Kratzer von Schönsberg. Während der Rekatholisierung erlosch 1627 die Pfarre und die geistlichen Aufgaben übernahm der Pfarrer von Nosislav. Kratzer veräußerte das Schloss und Städtchen 1642 für 47.000 Gulden an Johann von Montrochier. Seit 1642 wurde wieder in Privathäusern unterrichtet. Zum Ende des Dreißigjährigen Krieges wurde Velké Němčice nach der Besetzung des Schlosses Seelowitz durch Torstensson im März 1645 von den Schweden drangsaliert. Am 25. Mai 1652 wurde in Velké Němčice wieder ein katholischer Pfarrer eingesetzt. Eingepfarrt waren auch die Meierhöfe Baudeck, Grünbaum und Neudorf. Franziska Gräfin von Fürstenberg, die das Gut von ihrer Mutter Ursula von Egkher geerbt hatte, überließ das Erbe am 28. November 1661 ihrem Bruder Johann Ernst von Montrochier. 1663 fielen tatarische und kumanische Abteilungen des aufständischen siebenbürgischen Fürsten Franz I. Rákóczi in Velké Němčice ein. Im Hufenregister von 1667 sind für Velké Němčice 47 wüste und 44 bewirtschaftete Anwesen ausgewiesen, weitere 13 waren neu besiedelt und standen noch in der Frist. Am 25. Juli 1667 tauschte Johann Ernst von Montrochier das Allodialgut Velké Němčice mit Johann Friedrich von Trauttmansdorff gegen eine Barzahlung von 60.000 Gulden gegen das Gut Větrný Jeníkov ein. Dieser ließ südöstlich des Städtchens das aus fünf Anwesen bestehende Dorf Neudorf/Nová Ves anlegen, das nach ihm anfänglich auch als Friedrichsdorf/Ves Fridrichova bezeichnet wurde. Trauttmansdorff veräußerte Velké Němčice bereits 1668 für 55.000 Gulden an Donat Johann Heißler von Heitersheim, der das Gut im Jahre darauf mit hundert Dukaten Aufschlag an Friedrich Emmerich Schipko von Schihoffen weiterreichte. 1673 lag noch immer ein Drittel der Wirtschaften wüst. Die Zahl der Einwohner wird zu dieser Zeit auf 400 geschätzt. Im Jahre 1733 gründete sich die Bruderschaft der hl. Johannes von Nepomuk, die durch Joseph II. verboten wurde.
1736 setzte Friedrich Emmerichs Sohn Johann Wilhelm Schipko von Schihoffen seine Frau Anna Barbara Roden von Hirschenau als Universalerbin ein. Sie wirtschaftete das Allodialgut Velké Němčice und den Freihof Boudek in den Ruin. 1753 musste sie ihre Besitzungen an Philipp Graf Serényi abtreten. Nach dessen Tode ersteigerte Friedrich Wilhelm von Haugwitz seine Besitzungen für 109.000 Gulden und 1000 Dukaten. Er verstarb 1765 ohne männliche Nachkommen und das Erbe fiel seinem Neffen Karl von Haugwitz zu. Am 20. März 1774 verkaufte dessen Witwe Josepha von Trachenberg das Allodialgut Velké Němčice einschließlich vier Meierhöfen und drei Schafhofen für 163.070 Gulden an Karl Fürst von Dietrichstein, der es an seine Herrschaft Seelowitz anschloss. Im Jahre 1791 bestand das Städtchen aus 176 Häusern und hatte 865 Einwohner. 1819 verkaufte Karls Sohn Franz Joseph zusammen mit der Herrschaft Seelowitz auch das Gut Groß Niemtschitz an Albert Kasimir von Sachsen-Teschen, wobei der Kaufpreis für Groß Niemtschitz 250.000 Gulden betrug. 1831 verstarben 31 Einwohner bei einer Brechruhrepidemie. Im Jahre 1834 lebten in den 205 Häusern des Marktfleckens 1144 Menschen.
Nach der Aufhebung der Patrimonialherrschaften bildete Velké Němčice/Groß Niemtschitz ab 1850 eine Marktgemeinde in der Bezirkshauptmannschaft Auspitz und Gerichtsbezirk Seelowitz. Zu dieser Zeit lebten in dem Ort 1381 Menschen. Zwischen 1855 und 1867 gehörte der Ort zum Bezirk Seelowitz und nach dessen Aufhebung wieder zum Bezirk Auspitz. 1880 hatte der Markt 1568 Einwohner und 1890 waren es 1578. Seit dem Ende des 19. Jahrhunderts bemühte sich Groß Niemtschitz vergeblich um einen Anschluss an das Eisenbahnnetz der Nordbahn. In dieser Zeit wurden die Straßenverbindungen Brno – Židlochovice, Velkě Němčice – Hustopeče und Šitbořice – Křepice – Vranovice hergestellt. Beim Großbrand von 1900 wurde auch die Schule zerstört. Im Jahre 1910 lebten in Groß Niemtschitz 1561 Personen. Nachdem die Bezirksstadt Auspitz und die südlichen Nachbarorte 1938 infolge des Münchner Abkommens dem Deutschen Reich zugeschlagen worden waren, lag Velké Němčice an der deutschen Grenze. Die Marktgemeinde Velké Němčice war danach bis 1949 dem Politischen Bezirk Brünn-Land und dem Gerichtsbezirk Židlochovice zugeordnet. 1949 wurde der Okres Hustopeče wiederhergestellt. Nach dessen 1960 erfolgter Aufhebung gehört Velké Němčice zum Okres Břeclav. Seit November 2006 besitzt Velké Němčice wieder den Status einer Minderstadt.

## Ortsgliederung
Für den Městys Velké Němčice sind keine Ortsteile ausgewiesen. Zu Velké Němčice gehören die Ansiedlungen Boudky (Baudeck) und Nová Ves (Neudorf). Grundsiedlungseinheiten sind Boudky und Velké Němčice.

## Sehenswürdigkeiten
- Schloss Velké Němčice, das ab 1550 für Sigmund Held von Kement errichtete Bauwerk wurde in der Mitte des 17. Jahrhunderts unter Johann von Montrochier umgestaltet. Nach dem Anschluss an die Herrschaft Seelowitz diente das Schloss als Wirtschaftshof. 1918 wurde es als Besitz des Hauses Habsburg konfisziert und zum Staatsgut. Der Schlosspark wurde in den Jahren 1945 bis 1946 zerstört und auf seinem Gelände später das Gemeindeamt, ein Kino und Gaststätte sowie ein Kindergarten errichtet. Die Skulpturen aus dem Schlosspark befinden sich heute am Zugang zur Kirche in Židlochovice. Ab 1948 diente das Gebäude als Schule. Die Anlage befindet sich heute im Besitz verschiedener Gewerbetreibender.
- Kirche St. Wenzel und Veit, das ursprünglich der Jungfrau Maria geweihte Bauwerk erhielt nach ihrer Zerstörung im Jahre 1605 seine heutige Gestalt ab 1652 beim Wiederaufbau unter Johann von Montrochier. Der Turm erhielt beim Umbau von 1873 seine heutige Form.
- Schlosskapelle Kaštílek, auf dem Hügel hinter dem Schloss, der im 18. Jahrhundert errichtete Bau ist in einem ruinösen Zustand
- Statue des hl. Johannes von Nepomuk
- Statue Pieta
- Naturreservat Plácky, Feuchtgebiet mit salzliebender Vegetation, südlich des Ortes am Bradač